# Pseudecheneis serracula
Pseudecheneis serracula es una especie de peces de la familia Sisoridae en el orden de los Siluriformes.

## Morfología
• Los machos pueden llegar alcanzar los 15,3 cm de longitud total.

## Distribución geográfica
Se encuentra en el Nepal.